# Llaveia oaxacoensis
Llaveia oaxacoensis är en insektsart som beskrevs av Morrison 1927. Llaveia oaxacoensis ingår i släktet Llaveia och familjen pärlsköldlöss. Inga underarter finns listade i Catalogue of Life.